# حارة إقبال الشرقية (التواهي)
حارة إقبال الشرقية هي إحدى حارات حي الروضة الواقع بمديرية التواهي التابعة لمحافظة عدن، بلغ تعداد سكانها 2859 نسمة حسب تعداد اليمن لعام 2004.